# Scientrier
Scientrier är en kommun i departementet Haute-Savoie i regionen Auvergne-Rhône-Alpes i sydöstra Frankrike. Kommunen ligger i kantonen Reignier-Ésery som tillhör arrondissementet Saint-Julien-en-Genevois. År 2022 hade Scientrier 1 216 invånare.

## Befolkningsutveckling
Antalet invånare i kommunen Scientrier
| Referens: INSEE |